# Canton de Crémieu
Le canton de Crémieu est une ancienne division administrative française située dans le département de l'Isère et la région Rhône-Alpes.

## Géographie
Ce canton était organisé autour de Crémieu dans l'arrondissement de La Tour-du-Pin. Son altitude variait de 192 m (La Balme-les-Grottes) à 452 m (Annoisin-Chatelans) pour une altitude moyenne de 268 m.

## Représentation

### Conseillers généraux de 1833 à 2015
| Période | Période          | Identité                                                     | Étiquette       | Qualité |
| ------- | ---------------- | ------------------------------------------------------------ | --------------- | --- |
| 1833    | 1842             | Pierre-François Labonnardière (1796-1844)                    |                 | Docteur-médecin, maire de Crémieu |
| 1842    | 1849 (décès)     | Antoine Masclet (1774-1849)                                  |                 | Ancien inspecteur à l'enregistrement Propriétaire à Crémieu                                                                                     |
| 1849    | 1867             | Joseph Labonnardière (fils de P.F.Labonnardière) (1829-1887) |                 | Docteur-médecin, maire de Crémieu |
| 1867    | 1895 (décès)     | Baron Joseph Léonard Dauphin de Verna                        | Droite          | Propriétaire du château de Vernas |
| 1895    | 1904 (décès)     | Claude Jean-Baptiste Bovier-Lapierre                         | Rad.            | Adjudant d'administration à Lyon Propriétaire à Charancieu, conseiller d'arrondissement                                                         |
| 1904    | 1909 (décès)     | Camille Juvanon (1841-1909)                                  | Rad.            | Huissier à La Balme |
| 1909    | 1929 (décès)     | Charles Giraud                                               | Rad.            | Industriel (fabricant de chaux et ciments), et agriculteur Saint-Hilaire-de-Brens                                                               |
| 1929    | 1934             | Charles Giraud (fils du précédent)                           | Rad.            | Industriel à Saint-Hilaire-de-Brens |
| 1934    | 1940             | Robert Belmont                                               | Rad.            | Avocat Sénateur (1933-1941) Maire de Bourgoin (1925 et 1929-1937) Nommé membre de la Commission administrative départementale en 1941           |
|         |                  |                                                              |                 | |
| 1943    | 1945             | André Ray                                                    | Rad.            | Industriel Maire de Tignieu-Jameyzieu, député, conseiller d'arrondissement Nommé conseiller départemental en 1943                               |
|         |                  |                                                              |                 | |
| 1945    | 1961             | Marius Dalphinet (1894-1969)                                 | Rad.            | Maire de Trept (1944-1965) |
| 1961    | 1967             | M. Curt                                                      | DVD             | |
| 1967    | 1973             | M. Reynaud                                                   | DVD             | |
| 1973    | 1977 (décès)     | Henri Berger (1909-1977)                                     | UDR             | Maire de Crémieu |
| 1977    | 2014 (démission) | Alain Moyne-Bressand                                         | UDF-PR puis UMP | Chef d'entreprise Député (1986-2017) Maire de Soleymieu (1971-1983) puis de Crémieu (depuis 1983) Vice-président du Conseil général (1985-1996) |
| 2014    | 2015             | Annick Merle                                                 | UMP             | Cadre Maire de Frontonas Élue en 2015 dans le Canton de Charvieu-Chavagneux                                                                     |

### Conseillers d'arrondissement (de 1833 à 1940)
| Période                                  | Période      | Identité                             | Étiquette   | Qualité |
| ---------------------------------------- | ------------ | ------------------------------------ | ----------- | --- |
| 1833                                     | 1836 (décès) | Claude Joseph Reverdy (1783-1836)    |             | Ancien notaire, propriétaire à Crémieu                                                                      |
| 1836                                     | 1845         | M. Candy                             |             | Juge au Tribunal civil de Saint-Marcellin                                                                   |
|                                          |              |                                      |             | |
|                                          | 1895         | Claude Jean-Baptiste Bovier-Lapierre | Républicain | Propriétaire à Charancieu                                                                                   |
| 1895                                     |              | Alexandre Domeck                     | Républicain | Médecin, maire de Crémieu                                                                                   |
|                                          |              |                                      |             | |
|                                          | 1937         | M. Michel                            | SFIO        | Maire de Hières-sur-Amby                                                                                    |
| 1937                                     | 1940         | André Ray                            | Radical     | Industriel, maire de Tignieu-Jameyzieu, député de 1939 à 1942                                               |
| 1940                                     |              |                                      |             | Les conseils d'arrondissement ont été suspendus par la loi du 12 octobre 1940 et n'ont jamais été réactivés |
| Les données manquantes sont à compléter. |              |                                      |             | |

## Composition
Le canton de Crémieu groupait vingt-cinq communes et comptait 25 932 habitants (recensement de 1999 sans doubles comptes).
| Nom                              | Code Insee | Intercommunalité           | Superficie (km2) | Population (dernière pop. légale) | Densité (hab./km2) |
| -------------------------------- | ---------- | -------------------------- | ---------------- | --------------------------------- | ------------------ |
| Crémieu (chef-lieu)              | 38138      | CC Les Balcons du Dauphiné | 6,14             | 3 328 (2014)                      | 542                |
| Annoisin-Chatelans               | 38010      | CC Les Balcons du Dauphiné | 13,27            | 667 (2014)                        | 50                 |
| La Balme-les-Grottes             | 38026      | CC Les Balcons du Dauphiné | 14,61            | 980 (2014)                        | 67                 |
| Chamagnieu                       | 38067      | CC Les Balcons du Dauphiné | 13,70            | 1 539 (2014)                      | 112                |
| Chozeau                          | 38109      | CC Les Balcons du Dauphiné | 8,20             | 1 059 (2014)                      | 129                |
| Dizimieu                         | 38146      | CC Les Balcons du Dauphiné | 9,74             | 808 (2014)                        | 83                 |
| Frontonas                        | 38176      | CC Les Balcons du Dauphiné | 12,65            | 2 023 (2014)                      | 160                |
| Hières-sur-Amby                  | 38190      | CC Les Balcons du Dauphiné | 8,73             | 1 237 (2014)                      | 142                |
| Leyrieu                          | 38210      | CC Les Balcons du Dauphiné | 6,39             | 790 (2014)                        | 124                |
| Moras                            | 38260      | CC Les Balcons du Dauphiné | 8,32             | 506 (2014)                        | 61                 |
| Optevoz                          | 38282      | CC Les Balcons du Dauphiné | 12,00            | 814 (2014)                        | 68                 |
| Panossas                         | 38294      | CC Les Balcons du Dauphiné | 7,99             | 706 (2014)                        | 88                 |
| Parmilieu                        | 38295      | CC Les Balcons du Dauphiné | 12,83            | 678 (2014)                        | 53                 |
| Saint-Baudille-de-la-Tour        | 38365      | CC Les Balcons du Dauphiné | 21,76            | 789 (2014)                        | 36                 |
| Saint-Hilaire-de-Brens           | 38392      | CC Les Balcons du Dauphiné | 7,52             | 582 (2014)                        | 77                 |
| Saint-Romain-de-Jalionas         | 38451      | CC Les Balcons du Dauphiné | 13,65            | 3 243 (2014)                      | 238                |
| Siccieu-Saint-Julien-et-Carisieu | 38488      | CC Les Balcons du Dauphiné | 14,22            | 606 (2014)                        | 43                 |
| Soleymieu                        | 38494      | CC Les Balcons du Dauphiné | 13,36            | 762 (2014)                        | 57                 |
| Tignieu-Jameyzieu                | 38507      | CC Les Balcons du Dauphiné | 13,32            | 6 750 (2014)                      | 507                |
| Trept                            | 38515      | CC Les Balcons du Dauphiné | 15,87            | 1 942 (2014)                      | 122                |
| Vénérieu                         | 38532      | CC Les Balcons du Dauphiné | 6,00             | 734 (2014)                        | 122                |
| Vernas                           | 38535      | CC Les Balcons du Dauphiné | 5,87             | 253 (2014)                        | 43                 |
| Vertrieu                         | 38539      | CC Les Balcons du Dauphiné | 4,59             | 662 (2014)                        | 144                |
| Veyssilieu                       | 38542      | CC Les Balcons du Dauphiné | 6,49             | 310 (2014)                        | 48                 |
| Villemoirieu                     | 38554      | CC Les Balcons du Dauphiné | 13,29            | 1 906 (2014)                      | 143                |

## Démographie
| 1962   | 1968   | 1975   | 1982   | 1990   | 1999   | 2006   | 2011   | 2012   |
| ------ | ------ | ------ | ------ | ------ | ------ | ------ | ------ | ------ |
| 12 430 | 12 716 | 14 670 | 18 574 | 22 501 | 25 932 | 29 480 | 31 970 | 32 396 |